# 恋のタンブリングダウン/君に虹が降りた
「恋のタンブリングダウン/君に虹が降りた」（こいのタンブリングダウン/きみににじがおりた）は、1993年6月25日にポリスターから発売されたL⇔Rの3枚目のシングルである。

## 概要
- 前作『(I WANNA)BE WITH YOU』から約９か月ぶりに発売されたシングルで、アルバム『LOST RARITIES』と同時発売された。

## 収録曲
1. 恋のタンブリングダウン -TUMBLING DOWN-(4:52)
作詞:黒沢健一、作曲:黒沢秀樹
  - シングル曲としては初めて秀樹が単独で作曲を行った作品。イントロ部分は『プー横町の家（“House at Pooh Corner”）』を参考にしていたと後に語っている。[1]
  - PVに大江戸裁判所という劇中の物語があり、侍役はメンバーの木下裕晴が演じている。PVの総監督は牧村憲一。
2. 君に虹が降りた -RAINDORP TRACES-(4:18)
作詞・作曲:黒沢健一
  - 健一が鍵盤で作曲した楽曲で、前曲に対してこちらは秀樹はコーラスのみ参加してほとんど関与していない。[2]
3. 恋のタンブリングダウン -TUMBLING DOWN reprise-(1:30)
作詞:黒沢健一、作曲:黒沢秀樹
  - 『アサヒビール・ピュアゴールド』のCM曲[3]として使用されたショートバージョン。歌いだしが２番からで、サビの歌詞が途中から異なっている。

- LOST RARITIES (#1,2)
- Singles&More (#1,2)
- TREASURE COLLECTION (#1,2)